# François Goasduff
François Goasduff (né le 27 avril 1935 à Brasparts dans le Finistère) est un coureur cycliste français, professionnel en 1962.

## Biographie
Chez les amateurs, François Goasduff se distingue dans les courses bretonnes en obtenant plusieurs victoires et places d'honneur. Il passe ensuite professionnel en 1962 au sein de l'équipe Margnat-Paloma-D'Alessandro,. Vainqueur d'étape sur le Circuit d'Auvergne, il dispute également son unique Tour de France, où il est coéquipier de Federico Bahamontes. Une chute lors de la quatrième étape le contraint cependant à l'abandon. 
Après une seule saison professionnelle, il redescend chez les amateurs au Vélo Club de Brest, où il continue d'écumer les épreuves bretonnes. Il remporte notamment le Grand Prix de Plouay en 1965 et termine troisième du Ruban granitier breton en 1968. Sa carrière se termine au début des années 1970.
Son fils Éric, également impliqué dans le milieu du cyclisme, a été directeur du Cyclo Club du Cranou.

## Palmarès et résultats

### Palmarès par année
- 1958
  - 2e de l'Essor breton
- 1962
  - 3e étape du Circuit des monts d’Auvergne
- 1965
  - Grand Prix de Plouay
  - 2e de la Ronde finistérienne
- 1966
  - 2e du Grand Prix de Fougères
- 1968
  - 3e du Ruban granitier breton

### Résultats sur les grands tours

#### Tour de France
1 participation
- 1962 : abandon (4e étape)